# Inmigración polaca en el Perú
La inmigración polaca en el Perú se produjo de igual forma que las demás inmigraciones de europeos al Perú, es decir más que todo de forma espontánea, aparte de un proyecto de establecer las colonias polacas en Ucayali entre los años 20. y 30 de siglo XX por parte de las cooperativas Spółdzielnia Osadnicza „Kolonia Polska” (creada por Kazimierz Warchałowski) y Syndykat Kolonizacyjny. Al igual que muchos inmigrantes de Europa del Este, un porcentaje de la colectividad de origen polaco profesan la religión judía o son de origen hebreo.